# Жесть (игра)
Жесть — тактическая компьютерная игра, разработанная студией Avalon Style Entertainment по мотивам художественного фильма Дениса Нейманда «Жесть». Издана компанией 1С 24 марта 2006 года. В игре используется графический движок Silent Storm Engine, ранее использованный в таких играх как «Операция Silent Storm» и «Ночной дозор».

## Геймплей
По жанру игра представляет собой пошаговую тактику, на выполнение действий игроку дано ограниченное количество очков. Игрок управляет группой персонажей, обладающих одинаковыми возможностями. Основное задание практически всех миссий — уничтожить всех противников на карте, иногда встречаются стелс-миссии.
В игре есть возможность передвигаться в различных позах: бегом, стоя, сидя, лёжа. Однако в игре отсутствует возможность атаковать противника в разные части тела. В игре отсутствует покупка оружия и обмундирования, пользоваться можно только теми вещами, которые были найдены на карте или взяты с трупов врагов.

## Сюжет
Сюжет игры немного другой, чем сюжет фильма. Добавлено много новых событий, некоторые старые события сильно изменены.
Марина — успешный журналист из газеты «Комсомольская правда». Она отправляется в психлечебницу, чтобы взять интервью у Маньяка, бывшего школьного учителя, изнасиловавшего несовершеннолетнюю девочку. Однако перед приездом журналистки Маньяк сбегает. Собственно, первая миссия в игре и основана на побеге из больницы. Санитар, который должен был сделать Маньяку успокоительный укол, сильно выпил и потерял сознание, оставив дверь открытой. Маньяк же, недолго думая, воспользовался этой возможностью.
Следствие, начатое для поимки Маньяка, сделало вывод, что он спрятался в дачном посёлке Муравейник. Марина и её новый знакомый — оперуполномоченный Павел — поехали в посёлок на джипе, чтобы осмотреть всё на месте. Случайно джип застревает в яме. Марина и Павел заходят на ближайший дачный участок, чтобы попросить кого-нибудь помочь вытащить джип. Но неожиданно они натыкаются на сектантов, проводящих жертвоприношение. Сектанты решают убить Марину и Павла как свидетелей, но тем всё-таки удаётся от них отбиться.
Не успевают они отдохнуть, как на них нападают талибы, в результате чего Павел сильно ранен ножом. Марина быстрее убегает и прячется на одной из дач. В одном из сараев она находит винтовку, из которой выстреливает по одному из мотоциклов талибов, тем самым она отвлекла их внимание. Марина тащит раненого Павла в один из домов. Павел приходит в себя и после недолгого спора соглашается с Мариной, что надо бежать из Муравейника.
Марина и Павел становятся свидетелями, как два бандита — Валентин и Берия — пригоняют угнанный автомобиль механику по прозвищу Лютик. За две бутылки водки Лютик соглашается вывести Марину и Павла из Муравейника. Но внезапно их перехватывают Валентин и Берия. Начинается перестрелка, в результате которой происходит мощный взрыв. Марине удаётся убежать, но довольно быстро она выбивается из сил и падает без сознания.
Марину подбирает некий незнакомец и прячет её на своей даче. Когда Марина приходит в себя, выясняется, что незнакомец и есть сбежавший Маньяк. Марина пытается выйти из дома, но Маньяк её не выпускает. Обманом ей всё-таки удаётся сбежать, а самого Маньяка запереть в доме. Но далеко Марине убежать не удаётся, ко двору подъехали Валентин и Берия. Маньяк всё-таки выбирается из дома, и вместе с Мариной они убивают двух бандитов. Появляется Павел, который, оказывается, тоже выжил после взрыва. Он сообщает, что их разыскивают талибы. Маньяк предлагает спрятаться на одной из дач с высоким забором.
На даче с высоким забором оказывается плантация конопли, выращенная местными наркоторговцами. Вскоре главные герои встречают и самих наркодельцов, которые не хотят отпускать свидетелей их преступной деятельности. На помощь приходит Терминатор — бывший военный, потерявший в Афганистане лицо. Терминатор прячет Марину, Павла и Маньяка в своём убежище. Там Маньяк рассказывает свою историю: на самом деле его подставили, несовершеннолетнюю девочку изнасиловал не он, а сын знаменитого бизнесмена Ленского. Чтобы замять всё это дело, Ленский спрятал сына в Европе, а Маньяка отправил в психлечебницу, пообещав после выхода из больницы выплатить «компенсацию». Маньяк же был не согласен с такими условиями и при первой возможности сбежал.
Наступила ночь. Терминатор решает помочь главным героям выбраться из Муравейника. Они находят дачный участок, где проживает ветеран Великой Отечественной войны (по словам Марины — единственный нормальный человек в Муравейнике). Но к Деду прибывают братки и требуют долг, который задолжал его внук. Опять завязывается перестрелка. Главные герои помогают Деду отбиться, используя различное оружие времён войны, как говорит сам Дед — «с войны ещё припрятал». Когда всё стихло, Дед провожает героев через подкоп на соседний участок.
Но на соседнем участке оказываются полно чёрных археологов, которые, естественно, тоже не намерены отпускать свидетелей. Главные герои прячутся в доме и принимают бой. Начинается настоящая битва с использованием оружия Великой Отечественной войны, с пулемётами и со взрывами пропановых баллонов. После того как был убит последний чёрный археолог, главные герои, взорвав несколько пропановых баллонов, стоящих у забора, переходят на следующий участок.
Наши герои всё-таки встречаются с талибами, которые давно их уже ищут. Но к этому моменту у главных героев полно первоклассного оружия и опыта. Талибы вскоре тоже перестанут существовать.
Марина, Павел, Маньяк и Терминатор наконец-то доходят до заброшенного завода, пройдя который они наконец-то выйдут к людям. Но на заводе засел целый отряд террористов, а сам завод переполнен мешками с гексогеном. Стрелять опасно, всё может взлететь на воздух. Терминатор предлагает позвонить «ментам» и сообщить о заводе с террористами (мало ли зачем им гексоген). Терминатор вспоминает, что на заводе было два телефона: один на входе, а другой в конце коридора. Первый телефон, к сожалению, был уничтожен, до второго наши герои всё-таки смогли добраться и позвонить ментам. В какой-то момент герои замечают пропажу Маньяка, Павел просто в ярости, что опять упустил «опасного преступника», Терминатор же его успокаивает, что «террористы с гексогеном куда опаснее, чем школьный учитель».
Начинается операция отряда спецназа по штурму завода. В конце завода спецназовцы находят целый поезд с гексогеном, который террористы хотят отправить и взорвать где-нибудь в Москве. Командующий отрядом спецназа связывается с Мариной, Павлом и Терминатором и просит их перевести железнодорожную стрелку, находящуюся на другой стороне завода. Марина, Павел и Терминатор переводят стрелку, штурм завода успешно заканчивается, все террористы убиты.
Марина и Павел выбираются из Муравейника. Вскоре был пойман и Маньяк. Он попытался вырваться, что ему почти удалось, но испугавшаяся молодая сотрудница милиции застрелила его.

## Рецензии
Журнал Игромания выставила игре 6,5 баллов из 10 возможных. Автор рецензии Георгий Курган в итоговом вердикте написал:
Игра по фильму — это диагноз. Правда, в случае с «Жестью» диагноз далеко не смертельный: достаточно неплохая, хоть и не выдающаяся тактика, на которую даже можно обратить внимание.